# Ultima ispită a lui Hristos
Ultima ispită a lui Hristos (în greacă Ο τελευταίος πειρασμός, transliterat: O televteos pirasmos) este un roman din 1954 al scriitorului grec Nikos Kazantzakis.